# Емільєн Клод
Емільєн Клод (фр. Émilien Claude) — французький біатлоніст, медаліст чемпіонату світу, багаторазовий призер чемпіонату Європи,  багаторазовий чемпіон та медаліст чемпіонатів світу серед юніорів. 
Брати Емільєна Флоран та Фаб'єн теж біатлоністи, мама — колишня біатлоністка.

## Результати
Джерелом усіх результатів є сайт Міжнародного союзу біатлоністів.

### Чемпіонати світу
1 медаль (срібло)
| Дисципліна       | Індивідуалка | Спринт | Персьют | Масстарт | Естафета | Змішана естафета | Одиночна змішана естафета |
| ---------------- | ------------ | ------ | ------- | -------- | -------- | ---------------- | ------------------------- |
| Ленцергайде 2025 | —            | —      | —       | —        | Срібло   | —                | —                         |

### Кубок світу
| Сезон   | Вік | Загальний залік | Загальний залік | Загальний залік | Індивідуалка | Індивідуалка | Спринт | Спринт | Персьют | Персьют | Мас-старт | Мас-старт |
| Сезон   | Вік | Гонок           | Очок            | Місце           | Очок         | Місце        | Очок   | Місце  | Очок    | Місце   | Очок      | Місце     |
| ------- | --- | --------------- | --------------- | --------------- | ------------ | ------------ | ------ | ------ | ------- | ------- | --------- | --------- |
| 2020–21 | 21  | 7/26            | 10              | 85              | —            | —            | 8      | 75     | 2       | 75      | —         | —         |
| 2021–22 | 22  | 2/22            | 35              | 75              | —            | —            | 14     | 76     | 21      | 58      | —         | —         |
| 2022–23 | 23  | 10/21           | 72              | 48              | 20           | 39           | 23     | 50     | 17      | 58      | 12        | 41        |
| 2023–24 | 24  | 5/21            | 32              | 61              | 31           | 31           | —      | —      | 1       | 80      | —         | —         |
| 2024–25 | 25  | 19/21           | 387             | 21              | 107          | 6            | 146    | 19     | 102     | 22      | 32        | 32        |

#### Особисті подіуми
| № | Сезон   | Дата          | Етап       | Статус      | Гонка        | Місце |
| - | ------- | ------------- | ---------- | ----------- | ------------ | ----- |
| 1 | 2024–25 | 15 січня 2025 | Рупольдінг | Кубок світу | Індивідуалка | 2     |

#### Подіуми в естафетах
| № | Сезон   | Дата           | Етап                 | Статус          | Гонка    | Місце | Партнери                     |
| - | ------- | -------------- | -------------------- | --------------- | -------- | ----- | ---------------------------- |
| 1 | 2024–25 | 17 січня 2025  | Рупольдінг           | Кубок світу     | естафета | 1     | Ф. Клод, Фійон Майє, Жаклен  |
| 2 | 2024–25 | 22 лютого 2025 | Ленцергайде          | Чемпіонат світу | естафета | 2     | Ф. Клод, Перро, Фійон Майє   |
| 3 | 2024–25 | 9 березня 2025 | Нове Место-на-Мораві | Кубок світу     | естафета | 1     | Ломбардо, Ф Клод, Фійон Майє |

### Молодіжні та юніорські чемпіонати світу
7 медалей (5 золотих, 2 бронзові)
| Рік                  | Вік | Індивідуалка | Спринт | Персьют | Естафета |
| -------------------- | --- | ------------ | ------ | ------- | -------- |
| Фундата 2016         | 16  | 18           | 11     | 8       | —        |
| Брезно-Осрбліє 2017  | 17  | 44           | Золото | Золото  | 10       |
| Отепя 2018           | 18  | 10           | 14     | 11      | Бронза   |
| Брезно-Осорбліє 2019 | 19  | 38           | 13     | 8       | 5        |
| Ленцергайде 2020     | 20  | —            | 12     | 18      | —        |
| Обертілліях 2021     | 21  | Бронза       | Золото | Золото  | Золото   |